# Marián Lapšanský
Marián Lapšanský (21. srpna 1947, Tisovec) je slovenský klavírista.
Hru na klavír studoval na bratislavské konzervatoři (1962-1968) a na Akademii múzických umění v Praze (1968-1973). V letech 1975–1978 působil jako sólista Státní filharmonie Košice, od roku 1978 byl sólistou Slovenské filharmonie. V roce 2004 byl jmenován její generálním ředitelem. Od roku 1983 spolupracoval také s Peterem Toperczerem v klavírním duu. Od roku 1987 je pedagogem, od roku 1997 pracuje jako profesor na VŠMU v Bratislavě, a na Akadémii múzických umění v Banské Bystrici. Mnoho let hru na klavír vyučoval i na pražské HAMU.